# ويليام ماكميلان (سياسي)
ويليام ماكميلان هو محامي وسياسي أمريكي، ولد في 2 مارس 1764 في مقاطعة واشنغطون في الولايات المتحدة، وتوفي في 1 مايو 1804 في سينسيناتي في الولايات المتحدة. انتخب وكيل وزارة العدل الأميركية.